# Örgivsmossen
Örgivsmossen är ett naturreservat i Degerfors kommun och Karlskoga kommuni Örebro län.
Området är naturskyddat sedan 2009 och är 188 hektar stort. Reservatet omfattar Örgivsmossen och skogen omkring som består av gammal granskog med stort inslag av björk och asp med gamla tallar i myrkanterna.